# باب گیلتینان
 باب گیلتینان (انگلیسی: Bob Giltinan؛ زادهٔ ۴ ژوئیهٔ ۱۹۴۹) یک تنیس‌باز اهل استرالیا است.